# Queensland Beach Provincial Park
Queensland Beach Provincial Park är en park i Kanada.   Den ligger i provinsen Nova Scotia, i den sydöstra delen av landet, 900 km öster om huvudstaden Ottawa. Queensland Beach Provincial Park ligger 6 meter över havet.
Terrängen runt Queensland Beach Provincial Park är platt. Havet är nära Queensland Beach Provincial Park åt sydost. Trakten är glest befolkad. Närmaste större samhälle är Chester, 19,6 km sydväst om Queensland Beach Provincial Park. 